# Haliplus varius
Haliplus varius is een keversoort uit de familie watertreders (Haliplidae). De wetenschappelijke naam van de soort is voor het eerst geldig gepubliceerd in 1822 door Nicolai.